# Frits Sissing
Frederic (Frits) Renger Sissing (Groningen, 18 september 1963) is een Nederlandse tv-presentator bij AVROTROS.

## Biografie
Frits Sissing groeide op in Baarn, waar hij in 1982 zijn vwo-diploma behaalde aan Het Baarnsch Lyceum. Hij studeerde in Groningen, waar hij ook in de senaat van Vindicat atque Polit zat. In 1988 rondde Sissing zijn studie bedrijfseconomie af, waarna hij tot 1996 bij de chocoladefabrikant Droste en snoepfabrikant Red Band/Venco marketing- en verkoopfuncties vervulde. Dat jaar ging hij aan de slag bij de Amsterdamse televisiezender AT5 en daarna bij IDTV. Vier jaar later stapte hij over naar de AVRO om daar locatiepresentaties voor Opsporing Verzocht te verzorgen. Later werd Sissing ook samensteller, plaatsvervangend eindredacteur en hoofdpresentator van het misdaadprogramma. Sissing is getrouwd en heeft twee dochters.
Op 20 november 2007, de dag dat het programma zijn vijfentwintigste jubileum vierde, maakte Sissing bekend op 4 december 2007 te zullen stoppen met Opsporing Verzocht. Hij werd opgevolgd door Sipke Jan Bousema. Na zeven jaar wilde Frits Sissing zich meer gaan toeleggen op amusementsprogramma's. Vanaf 2011 presenteerde Sissing echter weer drie jaar lang het programma.
In 2010 deed Sissing mee aan het programma Wie is de Mol?, hij ontmaskerde mol Kim Pieters en werd de winnaar.
Daarnaast presenteerde Sissing vanaf 2012 het verkeersprogramma Blik op de Weg. Hij verving Leo de Haas, die door de AVRO aan de kant werd geschoven. In 2015 stopte dit programma.
Verder is Sissing sinds 2012 presentator van de  Maestro en sinds 2015 presentator van het programma Tussen Kunst & Kitsch.

## Werk

### Televisie

#### Presentator
- AT5 (1996, nieuwslezer AT5 Nieuws)
- Opsporing Verzocht (2000-2007, 2011-2014)
- BankGiro Loterij Restauratie (2006, 2007 en 2008)
- het Gouden Televizier-Ring Gala
  - 2006 samen met Renate Schutte
  - 2007 samen met Nelleke van der Krogt
  - 2020 samen met Dionne Stax
- de Musical Sing-a-long / The Kickoff op de Uitmarkt
  - 2006 met Tooske Breugem
  - 2007 tot 2010 met Chantal Janzen
  - 2011 tot 2013 met Kim-Lian van der Meij
  - 2014 met Carolina Dijkhuizen
  - 2015 met Anouk Maas
  - 2016 - 2021 met Romy Monteiro
  - 2022 met Marlijn Weerdenburg
- de John Kraaijkamp Musical Awards (2007-2010, 2015-heden)
- Op zoek naar Evita (2007)
- In de hoofdrol (2008-2009)
- Op zoek naar Joseph (2008)
- Op zoek naar Mary Poppins (2009-2010)
- Slag bij Nieuwpoort (2009 en 2010)
- Op zoek naar Zorro (2010-2011)
- Licht uit spot aan (September 2011)
- Blik op de weg (2012-2015)[1]
- Maestro (2012-2022)
- Tussen kunst en kitsch (2015-heden)
- Op zoek naar Maria (2021)
- Voor het leven (2022-heden)
- Op zoek naar Grease (2022-2023)

#### Kandidaat
- Dancing with the Stars (2006)
- Wie is de Mol? (2010)
- Lang leve de tv! (2011)
- De gevaarlijkste wegen van de wereld (2018) Samen met Tim Haars
- Het perfecte plaatje (2021)

#### Acteur
- Spoorloos Verdwenen (2006), als zichzelf (afl. De verdwenen dochter)
- Flikken Maastricht (2012), als zichzelf
- Pestkop (2017), als Frank
- Toon (2017), als zichzelf

### Radio
Vanaf 3 februari 2008 is Frits Sissing ook te horen op Radio 2 van 00.00 tot 01.00 uur met het programma Musical Moods. Sinds 6 september 2009 is Musical Moods elke zondagavond te beluisteren van 22.00 tot 23.00 uur op Radio 2. Vanaf 12 september 2010 was Musical Moods wederom te beluisteren op zaterdagnacht van 00.00 tot 01.00 uur en sinds 12 september 2011 is Musical Moods elke zondagnacht te beluisteren tussen 00.00 en 01.00 uur op Radio 2.

### Musical
Sissing heeft enkele jaren op de planken gestaan bij het musicalgezelschap Star te Amsterdam, met Frank Sanders als regisseur en Jos Brink als drijvende kracht op de achtergrond.
In 2009 maakte hij deel uit van de cast van Sonneveld voor altijd!, een muzikale hommage aan Wim Sonneveld.

### Film
- Amazones - Presentator "Opsporing Verzocht" (2004)
- Pestkop - Frank (2017)

Huidige: · Annemieke Schollaardt · Bart Arens · Carolien Borgers · Evelien de Bruijn · Corné Klijn · Daniël Lippens · Desiree van der Heiden · Dolf Jansen · Eddy Keur · Emmely de Wilt · Evert Duipmans · Jan-Willem Roodbeen · Jeroen Kijk in de Vegte · Jeroen van Inkel · Leo Blokhuis · Martine ten Klooster · Morad El Ouakili · Paul Rabbering · Ruud de Wild · Shay Kreuger ·Tannaz Hajeby · Thomas Hekker · Willemijn Veenhoven
Voormalige: Alfred van de Wege · Andrew Makkinga · Bert Haandrikman · Bert Kranenbarg · Cees van Zijtveld · Cielke Sijben · Daniël Dekker · Edwin Diergaarde · Felix Meurders · Ferry Maat · Frank du Mosch · Frits Sissing · Frits Spits · Gerard Ekdom · Giel Beelen · Gijs Staverman · Hans Schiffers · Henk van Steeg · Jan Paul Grootentraast · Jasper de Vries · Jeanne Kooijmans · Jeroen Mulder · Jetske van Staa · Jurgen van den Berg · Karel van Cooten · Kasper Kooij · Kimberley Dekker · Malou Holshuijsen · Marc Adriani · Marisa Heutink · Mart Smeets · Miranda van Holland · One'sy Muller · Peter Schuiten · Peter van Bruggen · Rick van Velthuysen · Rob Stenders · Roeland van Zeijst · Ron Stoeltie · Rutger Radstaake · Ruud Hermans · Sander de Heer · Sander Guis · Sara Kroos · Simone Walraven · Ted de Braak · Thijs Maalderink · Thomas van Vliet · Timur Perlin · Toine van Peperstraten · Tom Mulder · Will Luikinga · Yora Rienstra· Wouter van der Goes· Frank van 't Hof · Stefan Stasse  ·